# Arrondissement de Märkisch-Pays de l'Oder
L'arrondissement de Märkisch-Pays de l'Oder est un arrondissement  (Landkreis en allemand) du Brandebourg  (Allemagne).
Son chef lieu est Seelow.

## Villes, communes & communautés d'administration
(nombre d'habitants en 2006)
| Villes ¹ amtsangehörige Städte 1. Altlandsberg (8 739) 2. Bad Freienwalde (Oder) (12 547) 3. Buckow ¹ (1 642) 4. Lebus ¹ (3 306) 5. Müncheberg (7 314) 6. Seelow (5 688) 7. Strausberg (26 347) 8. Wriezen (7 944) Communes 1. Fredersdorf-Vogelsdorf (12 604) 2. Hoppegarten (16 684) 3. Letschin (4 605) 4. Neuenhagen bei Berlin (16 755) 5. Petershagen/Eggersdorf (13 589) 6. Rüdersdorf bei Berlin (15 582) | Ämter und zugehörige Gemeinden 1. Barnim-Oderbruch (7 184) 1. Bliesdorf (999) 2. Neulewin (1 039) 3. Neutrebbin (1 546) 4. Oderaue (1 799) 5. Prötzel (1 175) 6. Reichenow-Möglin (626) 2. Falkenberg-Höhe (4 927) 1. Beiersdorf-Freudenberg (604) 2. Falkenberg (2 425) 3. Heckelberg-Brunow (821) 4. Höhenland (1 077) 3. Golzow (6 053) 1. Alt Tucheband (936) 2. Bleyen-Genschmar (536) 3. Golzow (938) 4. Küstriner Vorland (2 905) 5. Zechin (738) 4. Lebus (6 656) 1. Lebus, Stadt (3 306) 2. Podelzig (1 016) 3. Reitwein (505) 4. Treplin (427) 5. Zeschdorf (1 402) 5. Märkische Schweiz (9 249) 1. Buckow (Märkische Schweiz), Stadt (1 642) 2. Garzau-Garzin (627) 3. Oberbarnim (1 500) 4. Rehfelde (4 551) 5. Waldsieversdorf (929) 6. Neuhardenberg (4 873) 1. Gusow-Platkow (1 387) 2. Märkische Höhe (646) 3. Neuhardenberg (2 840) 7. Seelow-Land (5 193) 1. Falkenhagen (Mark) (788) 2. Fichtenhöhe (572) 3. Lietzen (725) 4. Lindendorf (1 517) 5. Vierlinden (1 591) |